# Kot w stanie czystym
Kot w stanie czystym (tyt. oryg. The Unadulterated Cat) – krótka refleksja angielskiego pisarza Terry’ego Pratchetta z ilustracjami Graya Jolliffe’a na temat obyczajów kotów domowych.
Jak dotąd ukazały się następujące tłumaczenia tego utworu:
- Nefalšovaná kočka - język czeski
- Tosikissa ei kirppuja kiroile - język fiński
- Sacrés chats ! - język francuski
- Die gemeine Hauskatze - język niemiecki
- Kot w stanie czystym - język polski
- Riktiga Katter bär inte Rosett - język szwedzki
- Az igazi macska: Kampány az igazi macskáért - język węgierski
- Il Gatto D.O.C. - język włoski
- Кот без дураков - Język rosyjski
- Автентичната котка - Język bułgarski